# Rudolf Weinwurm
Rudolf Weinwurm   (Göpfritz an der Wild, 3 d'abril de 1835 - Viena, 26 de maig de 1911) va ser un advocat, musicòleg, director de cor i compositor austríac.
Va entrar molt jove a la capella de la cort, a Viena, continuant-hi els seus estudis. El 1858 va fundar la Societat acadèmica de cant de la Universitat d'aquesta capital; en 1864 va ser nomenat director de la Singakademie i de 1866 a 1896, va dirigir la Societat coral d'homes, també de Viena.
Va ser, a més, inspector de l'ensenyament musical de l'Institut imperial per a la formació de mestres i, des del 1880, director de música de la Universitat.
A més de diversos cors per a veus d'home i per a veus mixtes, va publicar les obres:
- Allgemeine Musiklehre
- Musikalische Lehrmittel (1873);
- Methode des Gesanggunterrichts (1876).

## Honors
- El 1952 el Weinwurmweg de Viena-Donaustadt (22è districte) va rebre el seu nom.
- Se li dedica un museu a Scheideldorf a la comunitat de Göpfritz al Waldviertel.